# Fujiwara no Sukemasa

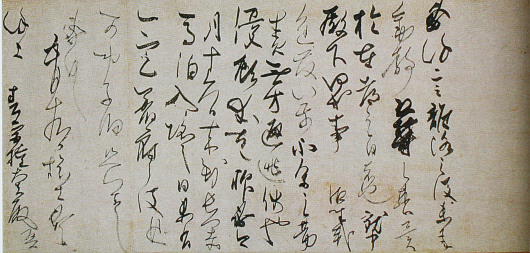
Schreiben Rirakujō (Nationalschatz)

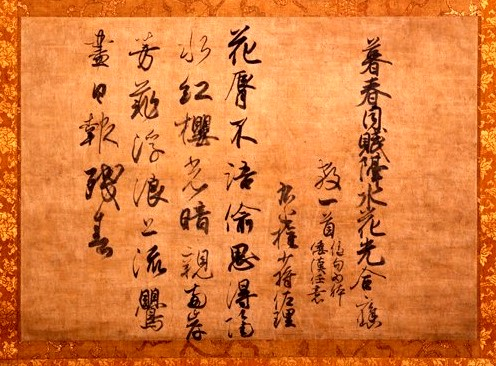
Shikashi (詩懐紙)

Fujiwara no Sukemasa (japanisch 藤原 佐理, bzw. in respektvoller Lesung Fujiwara no Sari; geb. 944; gest. 19. August 998) war ein japanischer Hofbeamter und Kalligraf der Heian-Zeit. Zusammen mit Fujiwara no Yukinari und Ono no Michikaze gehört er zu den drei großen Kalligrafen seiner Zeit.

## Leben und Werk
Sukemasa war ein Sohn des Fujiwara no Atsutoshi, der jedoch bereits starb, als Sukemasa vier Jahre alt war, so dass er von seinem Großvater, dem Regenten Fujiwara no Saneyori, aufgezogen wurde. 978 wurde er kaiserlicher Berater (参議 sangi), dann Gouverneur der Provinz Sanuki (讃岐国司 Sanuki no kokushi). Anfang 991 wurde er zum stellvertretenden Generalgouverneur von Dazaifu (大宰大弐 dazai no daini) im nördlichen Kyūshū ernannt, bis er 995 abberufen wurde. In seinem letzten Lebensjahr diente er als Minister des Kriegsministeriums. Er hatte den dritten, wirklichen Hofrang (正三位 shō-san-mi) inne.
Neben Gedichten, die er im Alter von 25 Jahren schrieb, sind fünf authentische Schriften aus seiner Hand überliefert, von denen vielleicht das Schreiben „Ein Brief beim Verlassen der Hauptstadt“ (離洛状, Riraku-jō) das beste ist. Unterwegs zu seinem neuen Posten in Dazaifu schrieb er diesen Brief, als er sich in der Provinz Nagato aufhielt. Es ist datiert auf den 19. Tag im 5. Monat und ist adressiert an seinen Neffen Fujiwara no Sanenobu, den er bat, Entschuldigungen an Fujiwara no Michitake, einen entfernten Vetter, weiter zu leiten. – Michitake nahm zu der Zeit das höchste zivile Amt in der Regierung wahr, aber Sukemasa war nicht dazu gekommen, sich vor seiner Abreise von ihm zu verabschieden. Von den erhaltenen Schriften Sukemasas ist diese sicher die beste und charakteristischste. Während das Erscheinungsbild sehr chinesisch ist, da jedes Zeichen mit Ausdruck geformt ist, so zeigt die Schnelligkeit des Pinselstrichs eine frische, persönliche Vitalität.
Wie man auch von anderen Schreiben sehen kann, scheint Sukemasa eine ziemlich ungebundene und lebensfrohe Person gewesen zu sein. Und obwohl in der Heian-Zeit das japanische Nationalbewusstsein einen ersten Höhepunkt erreicht hatte, scheint er den chinesischen Geschmack bevorzugt zu haben. Aber da er so gegen seine Zeit stand, rief er eine gewisse Ablehnung und sogar Feindseligkeit hervor, die dazu führte, dass er nie eine hohe Position erhalten hat. Wenn er nicht so ein hervorragender Kalligraf gewesen wäre, wäre er wohl in Vergessenheit geraten.